# Barney White-Spunner

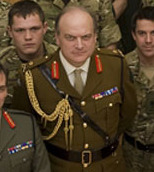
Generalleutnant Barney White-Spunner (2011)

Sir Barnabas „Barney“ William Benjamin White-Spunner, KCB, CBE (* 31. Januar 1957) ist ein ehemaliger britischer Offizier der British Army, der zuletzt als Generalleutnant (Lieutenant-General) zwischen 2009 und 2012 Kommandeur der Feldarmee (Commander Field Army) war.

## Leben
Barnabas „Barney“ William Benjamin White-Spunner begann nach dem Besuch des renommierten Eton College ein Studium an der University of St Andrews und trat 1979 als Leutnant (Second Lieutenant) in das Gardekavallerieregiment Blues and Royals der Household Cavalry ein. In den folgenden Jahren fand er zahlreiche Verwendungen als Offizier und Stabsoffizier und wurde im Juli 1996 als Oberstleutnant (Lieutenant-Colonel) Kommandeur des Household Cavalry Regiment und verblieb auf diesem Posten bis November 1998. Im Anschluss war er als Oberst (Colonel) von Dezember 1998 bis November 2000 im Verteidigungsministerium (Minstry of Defence) stellvertretender Leiter des Referats Verteidigungspolitik (Deputy Director of Defence Policy). Daraufhin übernahm er als Brigadegeneral (Brigadier) zwischen Dezember 2000 und Dezember 2002 zunächst den Posten als Kommandeur der 16. Luftangriffsbrigade (Commanding, 16th Air Assault Brigade). Er kam mit dieser im August 2001 während der Operation Essential Harvest in Nordmazedonien zum Einsatz und wurde während dieser Zeit für seine Verdienste 2002 auch Companion des Order of the British Empire (CBE). Im Januar 2003 wurde Chef für Gemeinsame Streitkräfteoperationen (Chief, Joint Force Operations) im Verteidigungsministerium und war in dieser Funktion bis Februar 2005 insbesondere an Einsätzen im Mittleren Osten beteiligt.
Im Mai 2005 wurde White-Spunner als Generalmajor (Major-General) Chef des Stabes der Landstreitkräfte (Chief of Staff, United Kingdom Land Forces) und verblieb auf diesem Posten bis September 2007. Im Anschluss löste er im Oktober 2007 Generalmajor Richard Shirreff als Kommandeur der 3. Mechanisierten Division (General Officer Commanding, 3rd (UK) Mechanised Division) ab und verblieb in dieser Verwendung bis Mai 2009, woraufhin Generalmajor James Everard ihn ablöste. In dieser Zeit war er als Nachfolger von Generalmajor Graham Binns von Februar 2008 bis zu seiner Ablösung durch Generalmajor Andy Salmon im August 2008 auch Kommandeur der Multinationalen Division Südost im Irak (General Officer Commanding, Multinational Division (South-East), Iraq). Zuletzt wurde er als Generalleutnant (Lieutenant-General) im Juli 2009 Nachfolger von Generalleutnant Sir Graeme Lamb als Kommandeur der Feldarmee (Commander Field Army) und übergab dieses Kommando formell im Januar 2012 an Generalleutnant Sir Nick Carter. Im Zuge der sogenannten „Birthday Honours“ wurde er am 11. Juni 2011 zum Knight Commander des Order of the Bath (KCB) geschlagen, so dass er fortan den Namenszusatz „Sir“ führt. 2010 löste er zudem General Sir Timothy Granville-Chapman als Oberstkommandant und Präsident der Honourable Artillery Company ab und hatte diese Funktion bis 2013 inne, woraufhin General Sir Richard Barrons sein Nachfolger wurde. Im Januar 2012 schied er aus dem aktiven Militärdienst und trat in den Ruhestand.
Seit 2015 ist Barney White-Spunner Direktor von Burstock Ltd.

## Veröffentlichungen
- Baily’s Hunting Companion, Cambridge, England: Baily’s, 1994
- Our Countryside, Mitautor Simon Everett, Cambridge, England: Baily’s, 1996
- Great Days, Cambridge, England: Baily’s, 1997
- Horse Guards, London: Macmillan, 2006
- Of Living Valour. The Story of the Soldiers of Waterloo, London: Simon & Schuster Ltd, 2015
- Partition. The Story of Indian Independence and the Creation of Pakistan in 1947, London: Simon & Schuster, 2017